# Kambarka
Kambarka é uma cidade da Udmúrtia, na Rússia. Localiza-se no leste da Rússia Europeia.
A cidade possui uma cidade-irmã:
- Tooele, Utah, EUA